# 바탕가스주

바탕가스주 위치지도

바탕가스주(영어: Province of Batangas)는 필리핀 루손섬에 있는 지방인 칼라바르손 지방에 속한 주로 주도는 바탕가스이며 인구는 2,694,335명(2015년 기준), 면적은 3,119.72 km2이다. 루손섬 남서부에 위치한다. 북쪽으로는 카비테주, 북동쪽으로는 라구나주, 동쪽으로는 케손주, 남쪽으로는 민도로섬, 서쪽으로는 남중국해와 접한다.

## 행정 구역

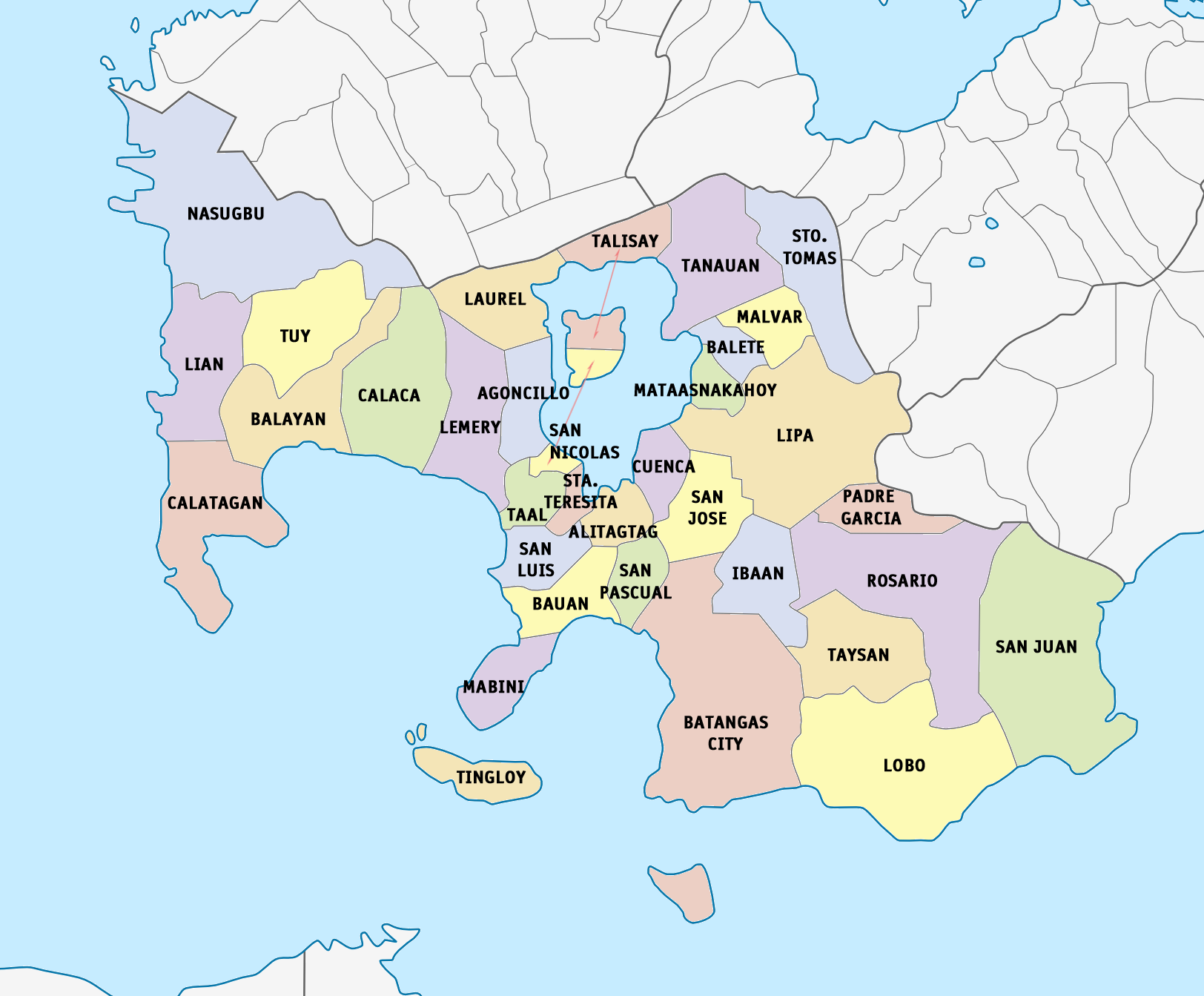
바탕가스주 지도

바탕가스주는 4개의 도시(component city)와 30개 읍(municipalities/towns)으로 이루어진다. 주도(州都)는 바탕가스다.

### 도시
- 바탕가스(Batangas City) - 주도
- 리파(Lipa)
- 산토토마스(Santo Tomas)
- 따나완(Tanauan)

### 읍/자치체
- 아곤실료(Agoncillo)
- 알리따그따그(Alitagtag)
- 발라얀(Balayan)
- 발레테(Balete)
- 바완(Bauan)
- 칼라카(Calaca)
- 깔라따간(Calatagan)
- 쿠엥카(Cuenca)
- 이바안(Ibaan)
- 라우렐(Laurel)
- 레메리(Lemery)
- 리안(Lian)
- 로보(Lobo)
- 마비니(Mabini)
- 말바르(Malvar)
- 마따아스나카호이(Mataasnakahoy)[a]
- 나숙부(Nasugbu)
- 파드레 가르시아(Padre Garcia)
- 로사리오(Rosario)
- 산 호세(San Jose)
- 산 후안(San Juan)
- 산 루이스(San Luis)
- 산 니콜라스(San Nicolas)
- 산파 스쿠알(San Pascual)
- 산타 테레시타(Santa Teresita)
- 따알(Taal)
- 탈리사이(Talisay)
- 티이산(Taysan)
- 팅을로이(Tingloy)
- 뚜이(Tuy)

1. ↑  Mataasnakahoy(mataás na káhoy)라는 이름의 문자 그대로의 의미는 높은 나무다.

## 인구
| 연도                                    | 인구      | ±% p.a. |
| --------------------------------------- | --------- | ------- |
| 1903                                    | 257,715   | —       |
| 1918                                    | 340,199   | +1.87%  |
| 1939                                    | 442,034   | +1.25%  |
| 1948                                    | 510,224   | +1.61%  |
| 1960                                    | 681,414   | +2.44%  |
| 1970                                    | 926,308   | +3.11%  |
| 1975                                    | 1,032,009 | +2.19%  |
| 1980                                    | 1,174,201 | +2.61%  |
| 1990                                    | 1,476,783 | +2.32%  |
| 1995                                    | 1,658,567 | +2.20%  |
| 2000                                    | 1,905,348 | +3.02%  |
| 2007                                    | 2,245,869 | +2.29%  |
| 2010                                    | 2,377,395 | +2.09%  |
| 2015                                    | 2,694,335 | +2.41%  |
| 2020                                    | 2,908,494 | +1.52%  |
| Source: Philippine Statistics Authority |           |         |